# Polisportiva Casalecchio 1933-1934
Questa pagina raccoglie i dati riguardanti la Polisportiva Casalecchio nelle competizioni ufficiali della stagione 1933-1934.

## Rosa
| N. |                   | Ruolo | Calciatore           |
| -- | ----------------- | ----- | -------------------- |
|    | Italia (bandiera) | C     | Carlo Alberghini     |
|    | Italia (bandiera) | D     | Bancioni             |
|    | Italia (bandiera) | D     | Bonvicini            |
|    | Italia (bandiera) | P     | Leandro Borghi       |
|    | Italia (bandiera) | A     | Buttazzi             |
|    | Italia (bandiera) | D     | Luigi Corticelli     |
|    | Italia (bandiera) | C     | Guido Degli Espositi |
|    | Italia (bandiera) | A     | Ferri                |
|    | Italia (bandiera) | C     | Fosci (I)            |

| N. |                   | Ruolo | Calciatore        |
| -- | ----------------- | ----- | ----------------- |
|    | Italia (bandiera) | D     | Fosci (II)        |
|    | Italia (bandiera) | C     | Gagliardi         |
|    | Italia (bandiera) | D     | Pedro Galliani    |
|    | Italia (bandiera) | A     | Francesco Govoni  |
|    | Italia (bandiera) | D     | Montagaudi        |
|    | Italia (bandiera) | A     | Sigfrido Pedretti |
|    | Italia (bandiera) | C     | Giorgio Tioli     |
|    | Italia (bandiera) | D     | Antonio Zerbini   |